# Emirates Cup
Emirates Cup je každoroční dvoudenní přátelský fotbalový turnaj pořádaný anglickým klubem Arsenal FC. Hraje se vždy o víkendu ke konci července na Emirates Stadium. První ročník turnaje se odehrál 28. července a 29. července 2007 a vedle hostitelského klubu se ho zúčastnily PSG, Valencia CF a Inter Milan.
Po vzoru podobných turnajů (např. turnaje pořádaného Ajaxem Amsterdam) se i v tomto turnaji liší systém bodování. K běžnému počtu bodů za vítězství a remízu se uděluje i po bodu za vstřelený gól. Rozdíl je taktéž počet možných střídání – povoleno je využít 6 náhradníků oproti 3 běžným v soutěžních utkáních.
Nejlepším střelcem v historii Emirates Cupu je Yaya Sanogo, který tehdejší gólový rekord překonal vstřelenými čtyřmi brankami, z nichž již tři vsítil již v prvním poločase utkání proti Benfice Lisabon a čtvrtou přidal na začátku 2. půle.
Nejúspěšnějším týmem Emirates Cupu je domácí Arsenal, který od roku 2007 dokázal pětkrát zvítězit.

## Přehled účastníků
- 2007 – Arsenal, PSG, Valencie, Inter Milán
- 2008 – Arsenal, Real Madrid, Juventus Turín, Hamburk
- 2009 – Arsenal, PSG, Glasgow Rangers, Atlético Madrid
- 2010 – Arsenal, Celtic Glasgow, Olympique Lyon, AC Milán
- 2011 – Arsenal, PSG, Boca Juniors, NY Red Bulls
- 2012 – vzhledem k olympijským hrám v Londýně se Emirates cup nekonal
- 2013 – Arsenal, Galatasaray Istanbul, Porto, Neapol
- 2014 – Arsenal, AS Monako, Benfica Lisabon, Valencie
- 2015 – Arsenal, Villarreal, Wolfsburg, Lyon
- 2016 – Arsenal hrál s týmem MLS All Star – turnaj se nekonal
- 2017 – Arsenal, Benfica Lisabon, Sevilla, Lipsko
- 2018 – turnaj se nekonal
- 2019 – Arsenal, Lyon
- 2022 – Arsenal, Sevilla

## Přehled vítězů a nejlepších střelců
| Rok  | Vítěz                | Nejlepší střelec                       |
| ---- | -------------------- | -------------------------------------- |
| 2007 | Arsenal              | Peguy Luyindula (2 góly)               |
| 2008 | Hamburk              | Ivica Olić (2 góly)                    |
| 2009 | Arsenal              | Andrej Aršavin, Jack Wilshere (2 góly) |
| 2010 | Arsenal              | celkem 13 hráčů (1 gól)                |
| 2011 | NY Red Bulls         | Robin van Persie (2 góly)              |
| 2013 | Galatasaray Istanbul | Didier Drogba, Goran Pandev (2 góly)   |
| 2014 | Valencie             | Yaya Sanogo (4 góly)                   |
| 2015 | Arsenal              | celkem 12 hráčů (1 gól)                |
| 2017 | Arsenal              | Theo Walcott (2 góly)                  |
| 2019 | Lyon                 | Moussa Dembélé (2 góly)                |
| 2022 | Arsenal              | Gabriel Jesus (3 góly)                 |